# Villa Gran Parque (Córdoba Capital)
Villa Gran Parque es un barrio extenso ubicado en el extremo norte de la ciudad de Córdoba, que ocupa un amplio espacio entre la Avenida Juan B. Justo (Ruta Nacional 9) y la Avenida Rancagua.
El barrio tiene una densidad poblacional muy baja y tiene carácter rural, con algunos establecimientos industriales en las avenidas.  

## Población
Según el censo de 2001 dado por el INDEC, su población es de 796 habitantes. En 2008, el censo de DGEyC dio que la población del barrio es de 539 habitantes.